# Comuna Antonești, Cantemir
Comuna Antonești sau Антонофка:[Antonofca] (nume precedent) este situată pe malul Prutului în raionul Cantemir, sudul Republicii Moldova, formată din satele Antonești (sat-reședință) și Leca.

## Geografie
Comuna Antonești este situată la latitudinea: 46.3377 longitudinea: 28.2172 și altitudinea de 56 metri fata de nivelul mării. Se află între satul Toceni și Leca. Distanța directă până în or. Cantemir este de 6 km, iar distanța directă până în or. Chișinău este de 97 km.

## Demografie
Această localitate este în administrarea or. Cantemir, conform datelor recensământului din 2014, comuna are o populație de 1.469 de locuitori. La recensământul din 2004 erau 1.042 de locuitori.
- Populație

Comuna Antonești - Locuitorii pe vârste (Conform listelor electorale din anul 2020):
| Nr. Ord. | Interval vârste (ani) | Nr. Locuitori | % de Locuitori |
| -------- | --------------------- | ------------- | -------------- |
| 1        | 18 - 25               | 109           | 13.10          |
| 2        | 26 - 35               | 192           | 23.08          |
| 3        | 36 - 45               | 185           | 22.24          |
| 4        | 46 - 55               | 143           | 17.19          |
| 5        | 56 - 65               | 110           | 13.22          |
| 6        | 66 - 99               | 93            | 11.18          |

- Comuna Antonești - Populația (Conform recensământului din anul 2004):

Locuitori total - 1 042 din care:
Barbati - 515
Femei - 527
Componența pe naționalități:
| Nr. Ord. | Naționalitate    | Nr. Locuitori | % de Locuitori |
| -------- | ---------------- | ------------- | -------------- |
| 1        | Moldoveni/Români | 771           | 73.99          |
| 2        | Ucraineni        | 6             | 0.58           |
| 3        | Ruși             | 7             | 0.67           |
| 4        | Gagauzi          | 0             | 0              |
| 5        | Bulgari          | 257           | 24.66          |
| 6        | Evrei            | 0             | 0              |
| 7        | Polonezi         | 0             | 0              |
| 8        | Romi/Țigani      | 0             | 0              |
| 9        | Altele           | 1             | 0.1            |

- Primăria Comunei Antonești - Evoluția numărului de locuitori în ultimii 100 ani:[necesită citare]

| Anul | Nr. Locuitori | Sursa de Date                                             |
| ---- | ------------- | --------------------------------------------------------- |
| 2014 | 1 469         | Conform recensământului din anul 2014                     |
| 2004 | 1 526         | Conform recensământului din anul 2004                     |
| 1904 | 387           | Conform Dicționarului Geografic an. 1904 de Zamfir Arbore |

## Administrație și politică
Componența Consiliului local Antonești (9 consilieri), ales la 5 noiembrie 2023, este următoarea:

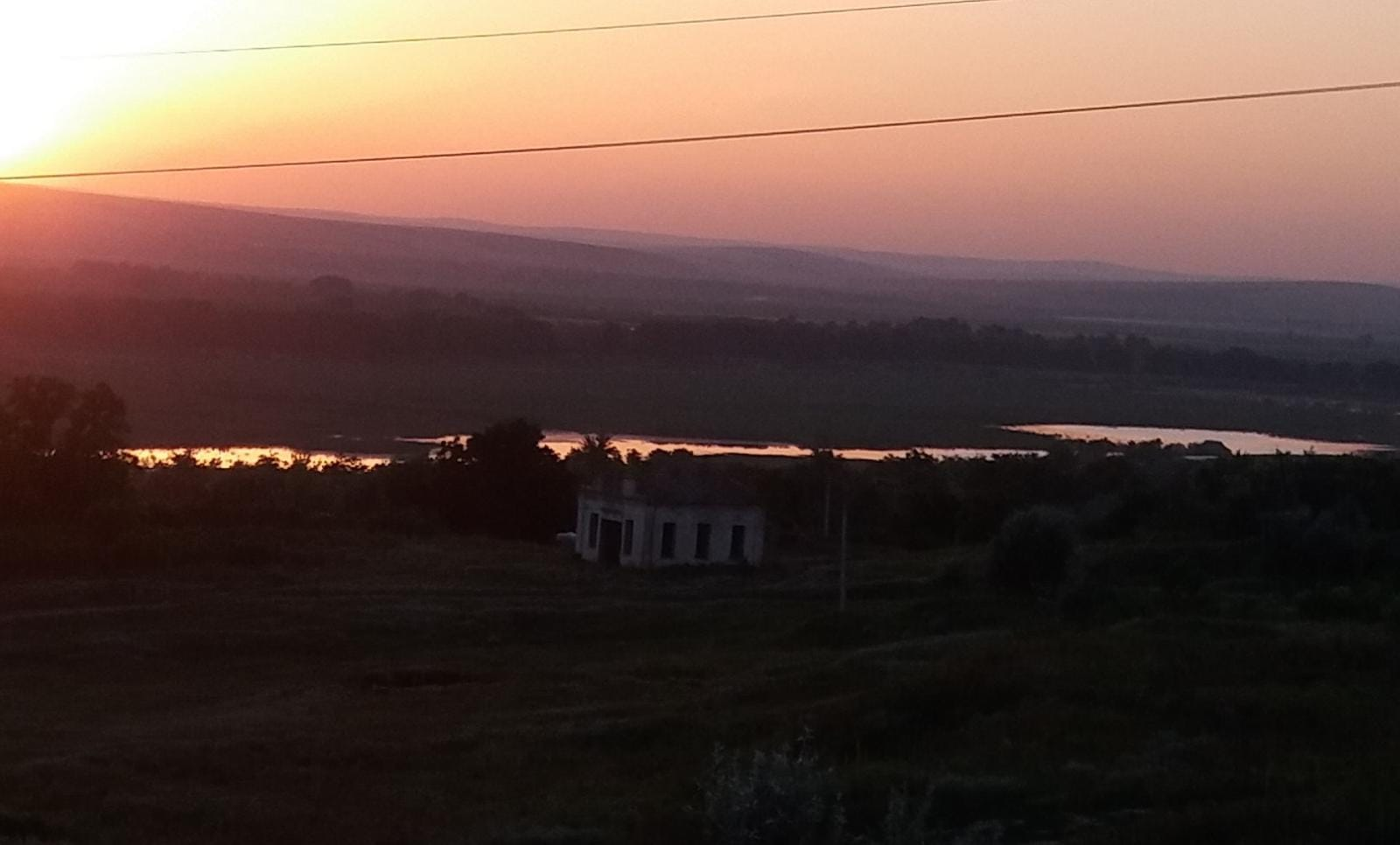
Apus reflectat în apele Luncii inundabile Antonești

|  | Partid                                       | Consilieri | Componență | Componență | Componență | Componență | Componență | Componență |
|  | -------------------------------------------- | ---------- | ---------- | ---------- | ---------- | ---------- | ---------- | ---------- |
|  | Partidul Acțiune și Solidaritate             | 6          |            |            |            |            |            |            |
|  | Partidul Socialiștilor din Republica Moldova | 3          |            |            |            |            |            |            |

## Turism
- Rezervația peisagistică „Lunca inundabilă de lângă Antonești”